# フィデル・ラバルバ
フィデル・ラバルバ（Fidel LaBarba、1905年9月29日 - 1981年10月2日）は、アメリカ合衆国の男性元プロボクサー。ニューヨーク州ニューヨーク市ブロンクス区出身。元世界フライ級王者。

## 人物
フィデルは4人の兄と2人の姉妹がいた。長男ルイス（1889年生）、次男テッド（1899年生）、三男トニー（1902年生）、四男ジョー（1903年生）に続いて五男として生まれた。またメアリー（不明）とアンナ（1912年生）という姉妹もいた。

## 来歴

### アマチュア時代
エルクスクラブなどの場所で毎週行われていたアマチュアボクシングに12歳 - 13歳頃から出場。1924年までに様々な大会で記録を作った。
1924年6月、パリオリンピックに出場し、ボクシングフライ級の金メダルを獲得した。

### プロ時代
1924年10月14日、プロボクサーとしてデビューし、Frankie Grandettaと対戦。44戦20勝13敗11分のベテラン相手に4回判定勝ちした。しかし2戦目はジミー・マクラーニン（後の世界ウェルター級王者）に敗北、3戦目が引き分け、4戦目が判定勝ちであった。
1925年1月13日、5戦目に2戦目で判定負けしたジミー・マクラーニンと再戦。10回判定で、またも敗れた。この試合はマクラーニンの持つ太平洋沿岸王座（現在の地域タイトル）戦だった。
1925年2月20日、ヤング・ナショナリスタ（フィリピン）に激戦の末、10回判定勝ちした。その後引き分けもあったが4戦を3勝1分として再びビッグチャンスが訪れた。
1925年8月22日、フランキー・ジェナロに10回判定勝ちで空位のNBA認定世界フライ級王座及びアメリカフライ級王座を獲得。
1926年7月7日、ジョージー・リバースに10回判定勝ちで、同王座の初防衛に成功。
1927年1月21日、欧州・英連邦・英国王者エルキー・クラーク（スコットランド）と統一世界フライ級王座決定戦を行い、12回判定勝ちで統一世界王者となった。
1927年8月23日、試合後に王座を返上した。
彼は1年間ほどスタンフォード大学に出席するために試合から遠ざかったが、その後復帰し、敗北も少々あったが1933年2月13日の試合を最後に引退した。
1981年10月2日、カリフォルニア州ロサンゼルスにて76歳で死亡。

## 戦績
- アマチュアボクシング：戦績は不明
- プロボクシング：94戦 72勝（15KO）15敗 7分

## 獲得タイトル
- パリオリンピック ボクシングフライ級金メダル
- 世界フライ級王座